# Dagobert II
Dagobert II (ca. 652 - 679), bijgenaamd de Jonge, was van 676 tot 679 koning van Austrasië. Hij werd in 872 heilig verklaard. Zijn feestdag is 23 december.
Dagoberts vader Sigibert III stierf in 656, toen Dagobert nog maar een jongen was. De hofmeester van het paleis Grimoald I verbande Dagobert naar Ierland en later Engeland, waar hij werd opgevangen door Dido, de bisschop van Poitiers. Grimoald I zette zijn eigen zoon Childebert de Geadopteerde op de troon. Al vrij snel werd Austrasië echter veroverd door Clovis II van Frankrijk, die Childebert afzette en het gebied aan zijn eigen rijk toevoegde.

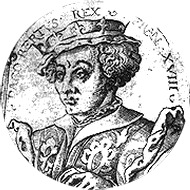
Dagobert II in de Effigies Regum Francorum Omnium.

In 674 kwam Dagobert II terug uit ballingschap en hij herkreeg (in 675) een deel van zijn erfgronden. Al vier jaar later overleed hij bij Stenay; een van zijn eigen bediendes stak (in opdracht van hofmeester Ebroin van Neustrië en Bourgondië, die jaloers was op Dagobert) de jonge koning met een mes in het oog toen deze bij een bron in het bos van Woëvre lag te slapen tijdens een jachtpartij. Dagobert II ligt begraven in de kerk van Stenay. Volgens geruchten is deze moord beraamd door het Vaticaan, samen met Pepijn van Herstal.
De dood van Dagobert II betekende tevens het einde van het koninkrijk Austrasië. Dagobert II zou tijdens zijn ballingschap zijn getrouwd met de Angelsaksische prinses Mathilde. Het geloof dat Adela en Irmina van Oeren zijn dochters zouden zijn, berust bijna zeker op een vervalsing. Omdat hij geen mannelijke nakomelingen achterliet werd het koninkrijk overgedragen aan de afstammelingen van Clovis II.
Volgens een legende had Dagobert wél een zoon, Sigebert IV, die na de dood van zijn vader naar Zuid-Frankrijk vluchtte (naar het gebied dat bekendstaat als de Razès) en daar in Rennes-le-Château de rest van zijn leven doorbracht.
Als heilige wordt Dagobert gevierd op 23 december.

## Voorouders
| Voorouders van Dagobert II | Voorouders van Dagobert II                     | Voorouders van Dagobert II                     | Voorouders van Dagobert II              | Voorouders van Dagobert II              | Voorouders van Dagobert II              | Voorouders van Dagobert II              | Voorouders van Dagobert II              | Voorouders van Dagobert II              |
| -------------------------- | ---------------------------------------------- | ---------------------------------------------- | --------------------------------------- | --------------------------------------- | --------------------------------------- | --------------------------------------- | --------------------------------------- | --------------------------------------- |
| Overgrootouders            | Chlotharius II (584-629) ∞ Bertrude (~590-618) | Chlotharius II (584-629) ∞ Bertrude (~590-618) |                                         |                                         |                                         |                                         |                                         |                                         |
| Grootouders                | Dagobert I (603-?) ∞ Ragnetrude (-)            | Dagobert I (603-?) ∞ Ragnetrude (-)            | Dagobert I (603-?) ∞ Ragnetrude (-)     | Dagobert I (603-?) ∞ Ragnetrude (-)     |                                         |                                         |                                         |                                         |
| Ouders                     | Sigibert III (630-656) ∞ Immichilde (-)        | Sigibert III (630-656) ∞ Immichilde (-)        | Sigibert III (630-656) ∞ Immichilde (-) | Sigibert III (630-656) ∞ Immichilde (-) | Sigibert III (630-656) ∞ Immichilde (-) | Sigibert III (630-656) ∞ Immichilde (-) | Sigibert III (630-656) ∞ Immichilde (-) | Sigibert III (630-656) ∞ Immichilde (-) |
| Dagobert II (652-679)      |                                                |                                                |                                         |                                         |                                         |                                         |                                         |                                         |